# Licinio Cappelli
Licinio Cappelli (Rocca San Casciano, 1864 – Bologna, 1952) è stato un editore italiano.

## Biografia
Figlio di un modesto tipografo, Federigo Cappelli, ereditò a soli sedici anni, nel 1880, la tipografia di famiglia (sita nel centro di Rocca San Casciano e attrezzata solo per le pubblicazioni commerciali) accollandosi anche i debiti. Riuscì a saldarli poco alla volta e ad ampliare l'attività cercando lavoro nei paesi vicini dell'allora Romagna Toscana. Cominciò così a pubblicare la strenna Fra sorelle, legata al giornaletto «Mamma» diretto da Gualberta Beccari e al mensile di storia dell'arte «Iride». Lui stesso confiderà che la casa editrice Cappelli, ufficialmente fondata nel 1914 quando Vittorio Emanuele III gli concesse il brevetto della Real Casa (e gli donò un ritratto autografato), era "virtualmente" nata nel 1883 con quelle pubblicazioni
Nel 1895 acquistò due nuove macchine stampatrici e rinominò la vecchia tipografia «Arti Grafiche Cappelli», cosa che suscitò la meraviglia dello scrittore  Alfredo Oriani. Ampliò gli orizzonti acquistando nel 1900 a Bologna la Libreria Treves di via Farini (insieme a Luigi Beltrami) e poco dopo la Libreria Zanichelli con annessa tipografia. 
All'inizio la casa editrice si occupò prevalentemente di chimica e fisica, con un occhio di riguardo per le discipline mediche. Si orientò poi allo spettacolo, creando collane cinematografiche. Nel 1914 aprì a Bologna la Casa Editrice Cappelli, lasciando a Rocca San Casciano la tipografia che, dai 25 dipendenti dell'inizio del secolo, passò ad averne un centinaio nell'arco di una trentina d'anni. A partire dagli anni venti aprì nuove librerie a Trieste, Milano, Bolzano e Napoli. 
Sposato nel 1887 con Antonietta Casanti di Marradi, ebbe otto figli. Nel 1931 l'editore Ulrico Hoepli, dopo averlo conosciuto all'Esposizione di Parigi, scrisse: "Il collega Cappelli non ha messo al mondo libri soltanto, ma anche una schiera di bravi figlioli, fra i quali si vanno contando i migliori librai d'Italia". Licinio volle i figli maschi subito con sé in azienda: Federico, il primogenito destinato a succedergli, Umberto (si occupò del settore medico e della commercializzazione), Araldo (curò la scolastica), Vittorio Antonio (scomparso nel 1926 per una malattia), Carlo Alberto (Rocca San Casciano 1907 - Verona 1982), l'ultimogenito molto portato al lavoro grafico e artistico al punto da dedicarsi sia all'editoria che al teatro (fu nel dopoguerra sovrintendente del Teatro comunale di Bologna e dell'Arena di Verona; inoltre fu con Remigio Paone il più importante organizzatore di spettacoli di prosa. Per onorare la sua memoria dal 1987 è stato istituito a Rocca San Casciano il «Premio internazionale Carlo Alberto Cappelli» destinato a personaggi del mondo teatrale e musicale. Il primo vincitore del premio fu Luciano Pavarotti). 
Podestà di Rocca San Casciano tra il 1932 e il 1938, Licinio fece ottenere al paese la scuola media. E volle come emblema della casa editrice il ragno che tesse senza posa la sua tela. In occasione dei cinquant'anni di attività editoriale disse: "Ritengo doveroso e utile ai singoli e alla collettività che il denaro guadagnato, poniamo, in un'industria, debba avere il suo immediato reimpiego nell'organismo del lavoro stesso; e ciò per potenziarne e ampliarne la vitalità produttiva. La mia ricchezza ha questa carta di identità proletaria, questo blasone che non conosce l'ozio".
Morì a 88 anni il 10 febbraio 1952.

## Onorificenze e riconoscimenti
- 1894 - Cavaliere della Corona d'Italia
- 1901 - La regina Margherita rilascia un "pubblico contrassegno della propria benevola protezione", cosa che gli permette di fregiarsi dello stemma reale
- 1914 - Vittorio Emanuele III gli concede il brevetto della Real Casa
- 1924 - Grande Ufficiale della Corona d'Italia
- 1930 - Cavaliere dell'Ordine al merito del Lavoro
- 1931 - Cavaliere dell'Ordine dei SS Maurizio e Lazzaro
- 1939 - Diploma di benemerenza dal ministro dell'Educazione
- 1940 - Grande Ufficiale dell'Ordine Coloniale della Stella d'Italia
- 1942 - Cavaliere della Gran Croce